# Große Straße (Jüterbog)

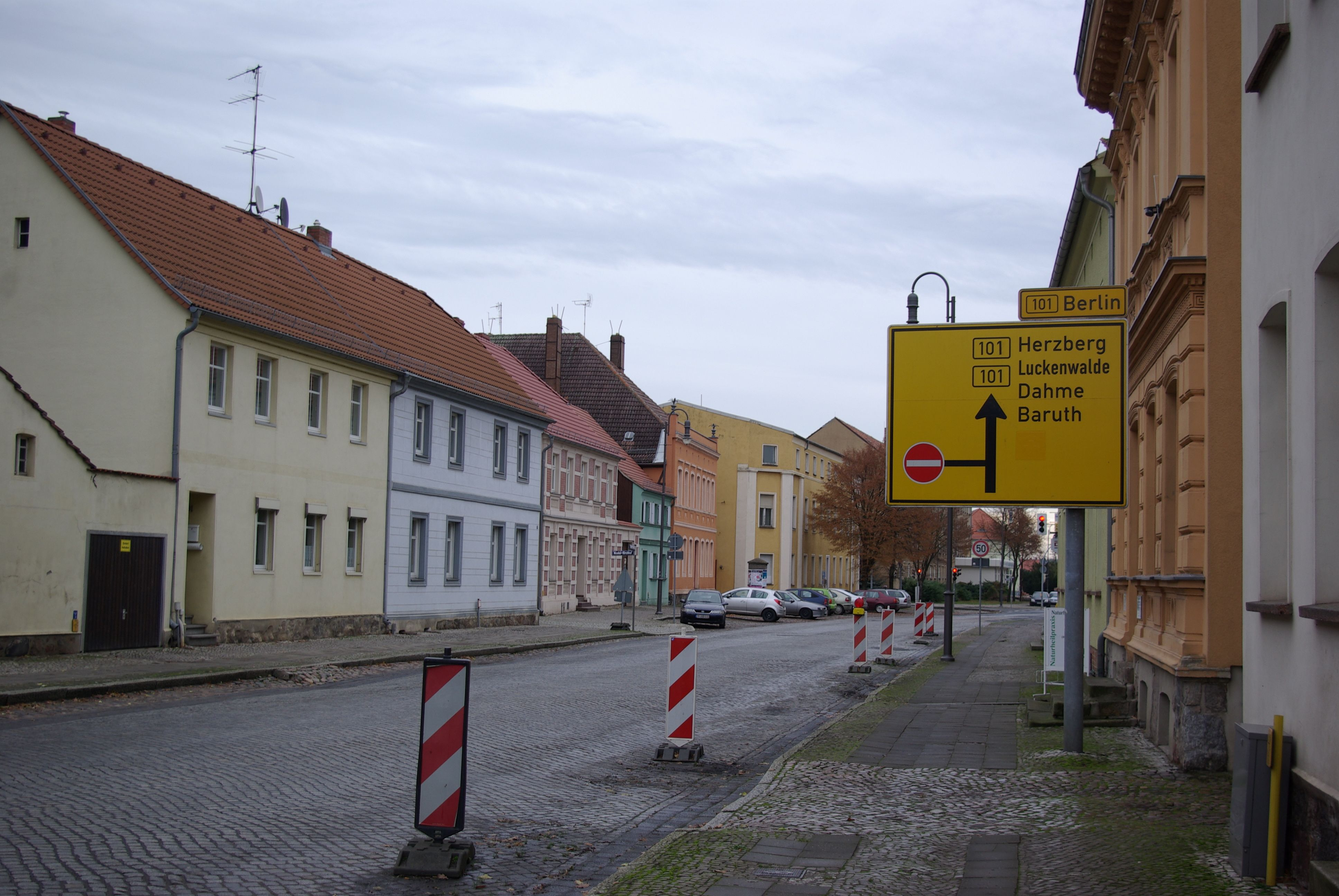
Die Große Straße als Teil der B 101

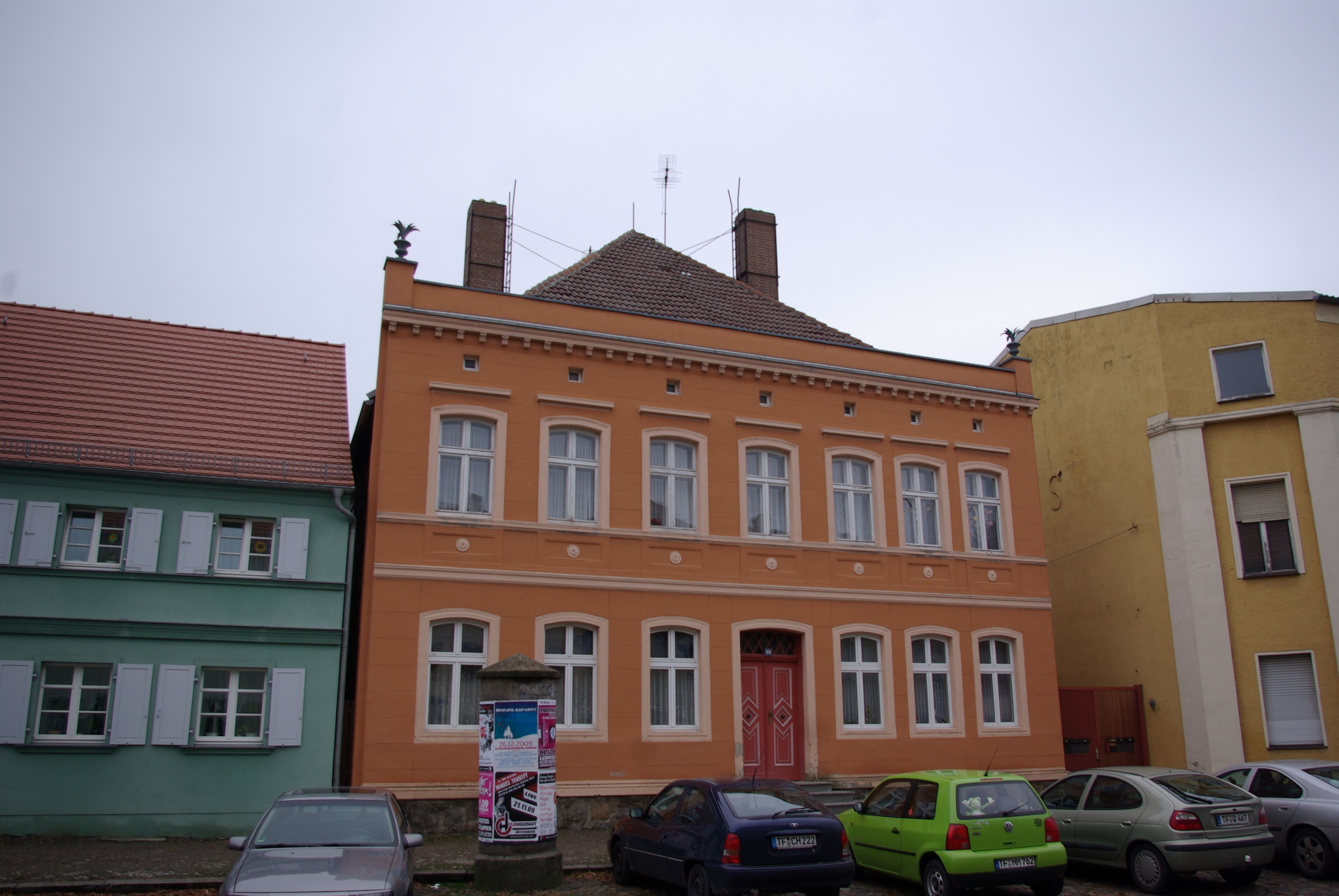
Große Straße 99

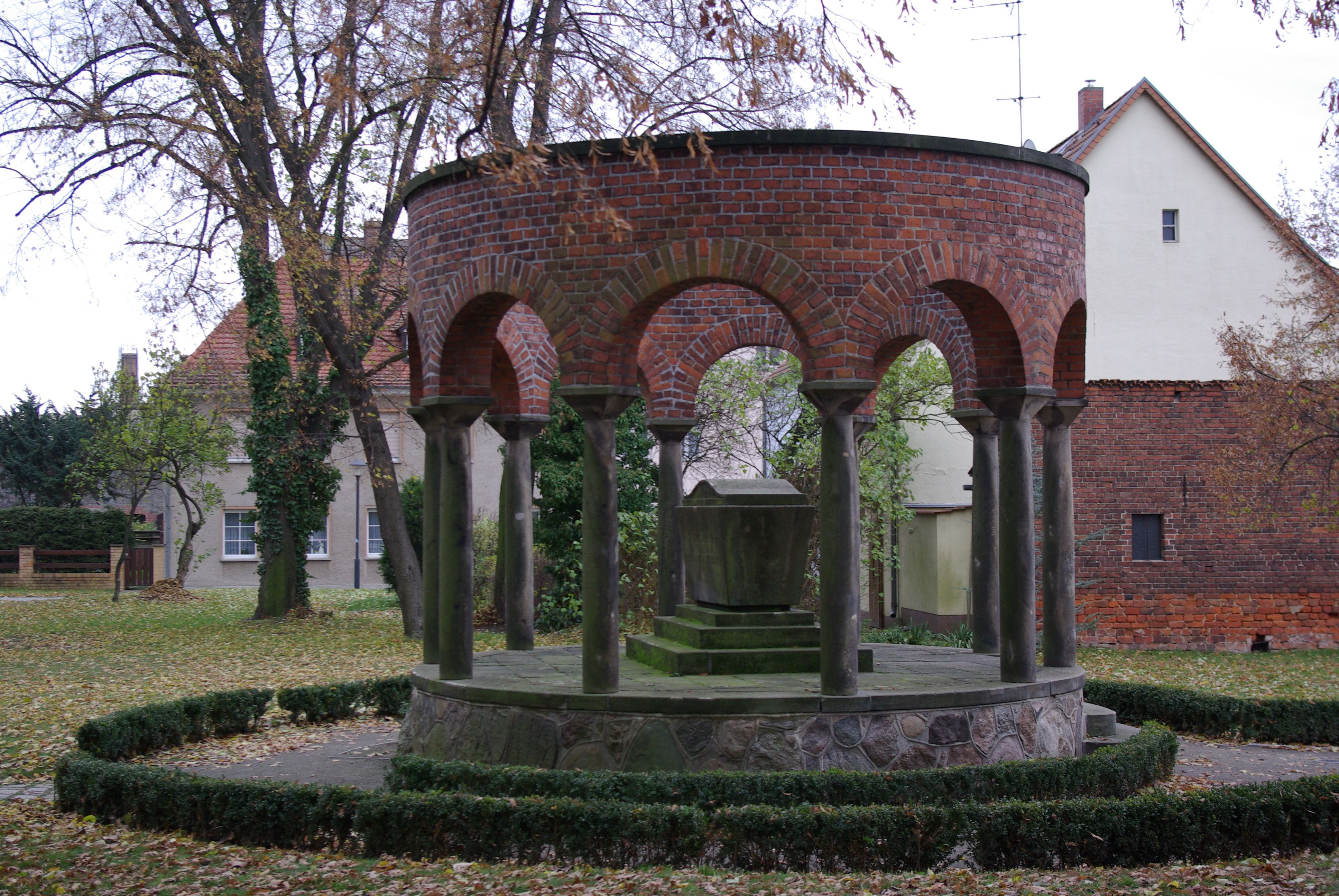
Das Denkmal an die Toten des Ersten Weltkrieges

Die Große Straße ist eine Hauptstraße in Jüterbog. Sie beginnt am Markt und endet am Neumarkttor. Die Große Straße ist eine Verlängerung der Pferdestraße und ein Teil der Bundesstraße 102. In der Straße sind 39 Häuser denkmalgeschützt. Eine genaue Aufstellung befindet sich in der Liste der Baudenkmale in Jüterbog.

## Geschichte
Die Straße wird als platea maior bereits im Mittelalter erwähnt. Gemeint war die gesamte Straße vom Dammtor bis zum Neumarkttor, die heutige Pferdestraße und die Große Straße. Die Bezeichnung Große Straße ist mit der Bezeichnung Kleine Straße (heute Planeberg) eine der ältesten, bekannten Straßennamen in Jüterbog. 
Bei der Bebauung handelt es sich fast ausschließlich um Fachwerkhäuser. Im Laufe des 19. Jahrhunderts erhielten die Häuser Putzfassaden im klassizistischen und historistischen Stil. Dass hier bereits seit dem Mittelalter Häuser standen, beweisen die zahlreichen Kelleranlagen aus dieser Zeit. 
Im Jahre 1935 wurde die Pferdestraße in Wilhelm-Kube-Straße umbenannt. Wilhelm Kube war 1935 der Oberpräsident von Brandenburg-Berlin. Im Jahre 1936 fiel Wilhelm Kube bei Martin Bormann in Ungnade und wurde aller staatlichen Ämter enthoben. Darauf fasste man 1937 die Große Straße und die Wilhelm-Kube-Straße zur Pferdestraße zusammen. In diesem Zuge wurden auch die Häuser vom Dammtor aus neu nummeriert. Die Häuser der nördlichen Straßenseite erhielten ungerade, die der südlichen gerade Nummern.
Im Jahre 1939 wurde der gesamte Straßenzug von Pferdestraße in Große Straße umbenannt. Nachdem die Straße zum 50. Jahrestag der Oktoberrevolution 1967 den Namen Leninstraße (nach Lenin, dem Begründer der Sowjetunion) bekam, wurde dies 1991 wieder revertiert. Die Nummerierung der Häuser wurde aber beibehalten, so dass die Pferdestraße bei den Hausnummern 49 und 54 endet und die Große Straße mit den Hausnummern 51 und 56 beginnt.
Das Straßenstück zwischen Planeberg und Neumarkttor hieß ursprünglich Beerstrauch, der Ursprung des Namens ist unbekannt. Wahrscheinlich kommt es von dem niederdeutschen Wort Beer für Birne. Bei Ausgrabungen im Jahre 1913 wurden hier Reste eines Knüppeldamms über das ehemalige sumpfige Gebiet gefunden. In diesem Bereich ist an der Nordseite der Straße die ursprüngliche Bebauung nicht mehr erhalten. Im Jahre 1974 wurden die Fachwerkhäuser abgerissen und durch einen vierstöckigen Wohnblock ersetzt.

## Häuser
In der Straße wohnten Angehörige der bürgerlichen Oberschicht, wie Handwerker, Kaufleute und später auch Fabrikanten. Auch prominente Jüterboger ließen sich hier nieder, so wohnten in der Großen Straße Bürgermeister und Geistliche. 
Im Eckhaus zur Kohlhasengasse (Nr. 56) befand sich die Gaststätte Schwarzer Bär. Später befand sich hier das Hotel Herold. In diesem Haus befand sich um 1800 auch die Kursächsische Posthalterei. Die Häuser 80 und 82 dienten im 19. Jahrhundert dem Militär Lazarett beziehungsweise als Speisesaal- und Mannschaftsgebäude. In dem Eckhaus zum Markt (Postanschrift Markt 15/16) befindet sich die Kreissparkasse. Auf dem Grundstück mit der Nummer 95 befand sich ab 1819 eine Mädchenschule.
Die katholische Hedwigskirche befindet sich hinter dem Pfarr- und Gemeindehaus (Nummer 86). Von der Großen Straße gibt es mehrere Zugänge zur Nikolaikirche. Zwischen der Nummer 89 und 91 wurden Häuser abgerissen um einen Durchbruch zu erreichen. Hier steht das Denkmal für die Gefallenen des Ersten Weltkrieges.